# 美少女戦士セーラームーン Pretty Guardian SAILORMOON オリジナル ソング アルバム「Dear My Friend」
『美少女戦士セーラームーン Pretty Guardian SAILORMOON オリジナル ソング アルバム「Dear My Friend」』（びしょうじょせんしセーラームーン・オリジナル・ソング・アルバム・ディア・マイ・フレンド）は、テレビドラマの『美少女戦士セーラームーン』の全曲イメージアルバム作品集。2004年6月23日にコロムビアミュージックエンタテインメントより発売された。全16曲収録。

## 概要
テレビドラマ『美少女戦士セーラームーン』のキャラクターソング・主題歌・劇中歌に完全収録。

## 曲目リスト
1. キラリ☆セーラードリーム! （4:29）
  - 作詞：武内直子／作曲：羽場仁志／編曲：京田誠一／歌：小枝
2. Here we go! -信じるチカラ- （4:28）
  - 作詞：田形美喜子／作曲：髙見優／編曲：高見優／歌：月野うさぎ（沢井美優）
3. C'est la vie 〜私のなかの恋する部分 （4:02）
  - 作詞：岩里祐穂／作曲：平間あきひこ／編曲：平間あきひこ／歌：愛野美奈子（小松彩夏）
4. 桜・吹雪 （4:27）
  - 作詞：美羅来留ミナ／作曲：高見優／編曲：高見優／歌：火野レイ（北川景子）
5. Mi Amor （4:53）
  - 作詞：田形美喜子／作曲：吉川慶／編曲：吉川慶／歌：水野亜美（浜千咲）
6. ラブリー・エール （4:18）
  - 作詞：美羅来留ミナ／作曲：Audio Highs／編曲：Audio Highs／歌：木野まこと（安座間美優）
7. Sweet Little Resistance （4:32）
  - 作詞：田形美喜子／作曲：小幡英之／編曲：Gary Newby／歌：セーラールナ（小池里奈）
8. Change of pace （4:04）
  - 作詞：shin／作曲：小幡英之／編曲：Gary Newby／歌：黒木ミオ（有紗）
9. キラリ☆セーラードリーム!（040502 Memorial Inst Mix） （2:10）
  - 作詞：武内直子／作曲：羽場仁志／編曲：祐天寺浩美／歌：小枝
10. オーバーレインボー♥ツアー （3:44）
  - 作詞：武内直子／作曲：高見優／編曲：Gary Newby／歌：月野うさぎ（沢井美優）
11. Romance （3:46）
  - 作詞：杉浦篤／作曲：杉浦篤／編曲：秋葉原健介／歌：愛野美奈子（小松彩夏）
12. 約束 （4:27）
  - 作詞：美羅来留ミナ／作曲：Gary Newby／編曲：Gary Newby／歌：水野亜美（浜千咲）
13. Miracle Dance Night （4:17）
  - 作詞：杉浦篤／作曲：杉浦篤／編曲：祐天寺浩美／歌：木野まこと（安座間美優）
14. 星降る夜明け （5:05）
  - 作詞：田形美喜子／作曲：小幡英之／編曲：Gary Newby／歌：火野レイ（北川景子）
15. 肩越しに金星 （4:37）
  - 作詞：武内直子／作曲：小幡英之／編曲：秋葉原健介／歌：愛野美奈子（小松彩夏）
16. Friend （4:29）
  - 作詞：丸山真哉／作曲：高見優／編曲：高見優／歌：月野うさぎ（沢井美優）・水野亜美（浜千咲）・火野レイ（北川景子）・木野まこと（安座間美優）・愛野美奈子（小松彩夏）